# Consejo de Seguridad Nacional de Chile
Der Consejo de Seguridad Nacional de Chile kurz COSENA, dt. Nationaler Sicherheitsrat von Chile, war ein von 1980 bis 2005 bestehendes Verfassungsorgan in Chile, mit dem die Militärführung aktiv in die Politik eingreifen konnte. Er entschied über wichtige Fragen, etwa die Entlassung von Generälen oder die Ausrufung des Ausnahmezustandes und war ein zentrales Organ im politischen System Chiles. Außerdem ernannte er vier (von insgesamt 38) Senatoren (vier ehemalige Oberbefehlshaber auf Vorschlag der jeweiligen Teilstreitkräfte) und zwei von sieben Verfassungsrichtern.
Er setzte sich zusammen aus
- den vier Oberbefehlshabern der Streitkräftegattungen
- dem Präsidenten
- dem Senatspräsidenten
- dem Präsidenten des obersten Gerichtshofes
- dem „obersten Kontrolleur“ (seit der Verfassungsreform von 1989)

Er konnte von zwei Mitgliedern einberufen werden und entschied mit absoluter Mehrheit. Seit 1989 konnten die Militärs also immerhin keine Entscheidung gegen den Rest der Mitglieder fällen, aber jede Entscheidung (etwa ihre eigene Entlassung) blockieren.
Die Verfassungsreform von 2005 legt fest, dass der Sicherheitsrat nur noch vom Präsidenten einberufen werden kann und um zivile Mitglieder erweitert wird (so dass die Militärs jetzt in der Minderheit sind). Die ernannten Senatoren sind abgeschafft und der COSENA dient nur noch als Beratungsgremium.